# Ева Зажималова
Ева Зажималова (на чешки: Eva Zažímalová) е чешка биохимичка, председател на Чешката академия на науките (от март 2017 г.).

## Биография
Родена е през 1955 г. в Прага. В периода 1974 – 1979 г. учи биохимия във Факултета по естествени науки на Карловия университет в Прага.
От 1983 г. работи в Института по експериментална ботаника на Чехословашката академия на науките, където през същата година защитава докторска дисертация в областта на биологията със специализация по физиология на растенията. В периода 2004 – 2016 г. е ръководител на лабораторията за растителна хормонална регулация. Специализира се в изучаването на ауксини, метаболизмът им, механизмът на действие и транспорта в растителните клетки. През 2003 – 2007 г. е заместник-директор на института, а от 2007 до 2012 г. е ръководител.
От 2004 г. е избрана за доцент, а от 2013 г. е професор в Катедрата по анатомия и физиология на растенията във Факултета по природни науки на Карловия университет. Ръководителка е на курсове в магистърски и докторантски програми в Карловия университет и Южнобохемския университет в Ческе Будейовице.
От 25 март 2017 г. е председател на Чешката академия на науките, след като е избрана на 15 октомври 2016 г.